# Sibbaldia miyabei
Sibbaldia miyabei là loài thực vật có hoa trong họ Hoa hồng. Loài này được (Makino) Paule & Soják mô tả khoa học đầu tiên năm 2009.